# Plus Warenhandelsgesellschaft

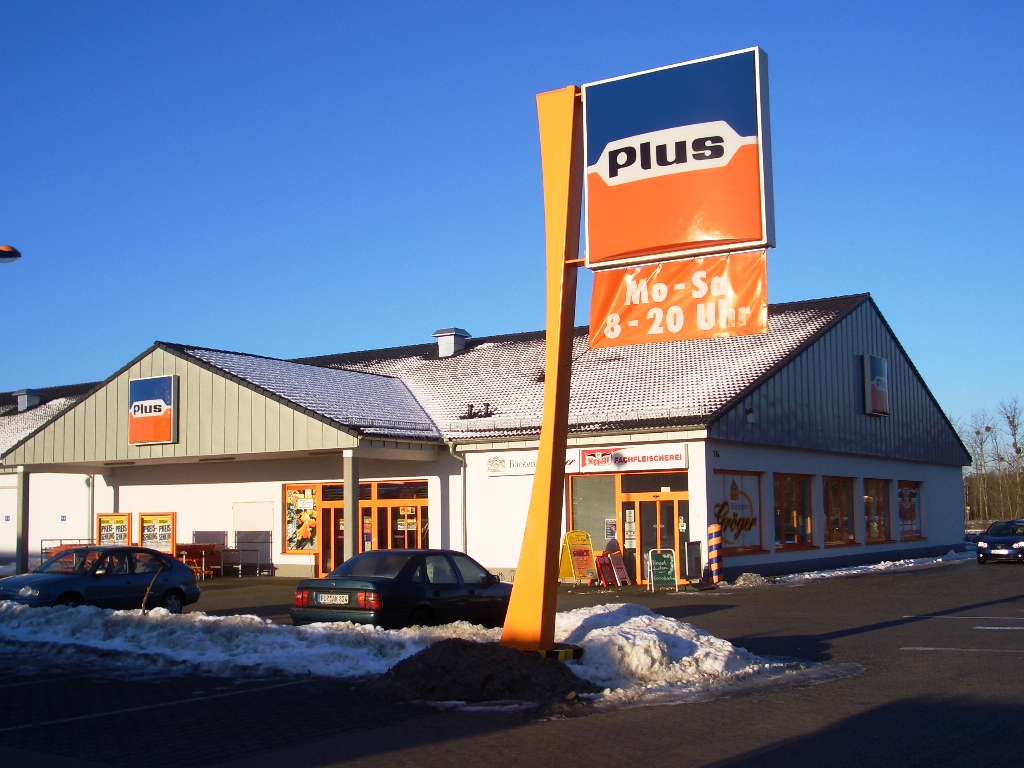
Ehemalige Plus-Filiale in Pirna (Äußere Pillnitzer Straße)

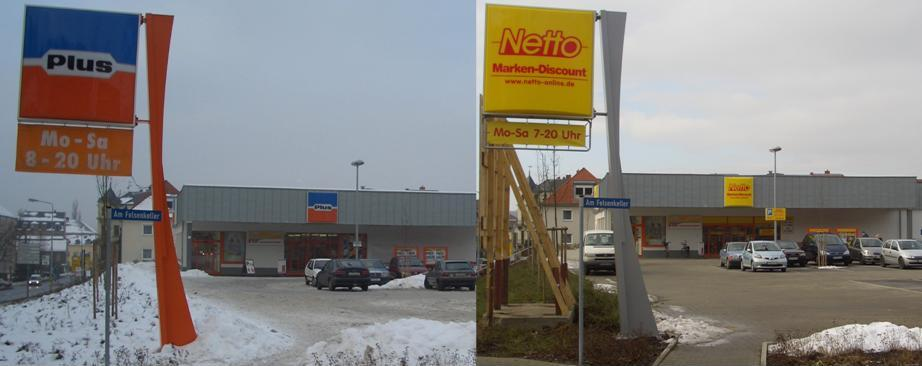
Eine 2007 in Pirna eröffnete Plus-Filiale wurde im Januar 2009 in eine Filiale des Netto-Marken-Discounts umgestaltet

Die Plus Warenhandelsgesellschaft mbH existierte von 1972 bis 2010 als Tochter von Tengelmann. Sie war ein Unternehmen des Lebensmitteleinzelhandels mit Sitz in Mülheim an der Ruhr. Die Märkte werden seit der Übernahme durch Edeka von deren Tochter Netto Marken-Discount geführt.

## Zahlen
Plus hatte nach eigenen Angaben wöchentlich 13 Millionen Kunden in ihren etwa 2900 deutschen Filialen mit etwa 27.500 Beschäftigten. Der Umsatz 2006 betrug rund 10 Milliarden Euro, davon 6,87 Milliarden in Deutschland.

## Konzept und Organisation
Die Plus-Kette galt von ihrem Geschäftskonzept her innerhalb des Lebensmitteleinzelhandels als „Soft“-Discounter, angesiedelt zwischen den Harddiscountern wie Aldi und Norma und den Vollsortimentern wie Rewe oder Edeka. Das Konzept entsprach grundsätzlich dem eines Discounters (aggressive Verkaufspreispolitik, eingeschränktes Sortiment, einfache Warenpräsentation etc.), doch unterschied sich Plus in einigen Punkten von Harddiscountern: Die Produktpalette war größer und es gab einen höheren Anteil an Markenartikeln.
Ab Anfang 2005 veräußerte Plus in zuvor geschlossenen Plus-Filialen nicht verkaufte Non-Food-Aktionsware in so genannten Billix-Läden, welche jedoch alle im September/Oktober 2007 wieder dauerhaft geschlossen wurden. Die gleichnamigen Plus-Märkte in den Niederlanden gehören nicht zur Tengelmann-Gruppe.
Deutschlandweit war Plus in zwölf Regionen aufgeteilt. Eine Vertriebsregion wurde von einem Regionsleiter geführt, der die Verantwortung für bis zu 270 Filialen trug. Diese Verantwortung gab er an Verkaufsleiter weiter, denen wiederum Bezirksverkaufsleiter unterstanden, die jeweils für etwa acht Filialen verantwortlich waren. Die Warenversorgung der deutschen Filialen erfolgte aus elf Lagern, im April 2009 schloss im Rahmen der Umstellung auf Netto das Plus Zentrallager im sächsischen Ottendorf-Okrilla und weitere redundante Lagerstandorte von Plus.
Plus warb mit dem aus den Buchstaben der Firma abgeleiteten Claim „Prima leben und sparen“.
In West-Berlin hieß Plus „Real“, ein Apronym für „Richtig einkaufen, angenehm leben“. Der andere Name in Berlin lag in der Übernahme der Berliner Kette Real-Discount Cohn & Berndt durch Tengelmann im Jahr 1977 begründet. Obwohl bereits Mitte der 1980er Jahre in Berlin Märkte unter dem Namen Plus eröffneten oder in Plus umbenannt wurden, gehörten diese Märkte noch dem Tochterunternehmen Real Discount oHG CARO Handels- und Verwaltungs GmbH & Co. an.
Der Discounter Real hatte nichts mit dem späteren, ehemals zum Metro-Konzern gehörenden SB-Warenhaus mit gleichem Namen (heute mein real) zu tun.
Ab Dezember 2007 bot Plus, wie viele andere Discounter auch, einen eigenen Handytarif („Pluskom“) an. Neben Markenprodukten führte Plus ein breites Sortiment an Eigenmarken-Artikeln, zum Beispiel ab 2002 BioBio für Bioprodukte und ab 2006 „Viva Vital“ für die Gesunde Ernährung. Beide genannten Marken werden weiter über Netto Marken-Discount angeboten.
2008 wurde Plus von PETA als tierfreundlichster Discounter ausgezeichnet.

## Plus im Ausland
Am 23. August 1979 eröffneten die ersten zwei Auslandsfilialen von Plus in den USA in New Jersey nach einer Mehrheitsbeteiligung von Tengelmann an der The Great Atlantic and Pacific Tea Company. Da das Discountkonzept mit seinem stark eingeschränkten Serviceangebot zu diesem Zeitpunkt in der Bevölkerung jedoch noch wenig Akzeptanz fand, gab A&P nach nur zwei Jahren im August 1981 bekannt die ersten unrentablen Filialen wieder schließen zu wollen. Im September 1983 wurden schließlich auch die letzten 25 verbliebenen Filialen geschlossen. Somit verschwand Plus wieder komplett vom US-amerikanischen Markt.
1985 erwarb Tengelmann eine Mehrheitsbeteiligung an der niederländischen 
Hermans Groep B.V. 1988 erfolgte die vollständige Übernahme. 1994 wurden die Komm + Koop-Märkte zu Prijs-Slag umgeflaggt, da es in den Niederlanden bereits eine Supermarktkette mit dem Namen Plus gab. Im August 1997 wurden die Märkte an die niederländische Vendex Food Group VFG verkauft. 
2007 verkaufte Plus seine 250 Plus-Filialen und 58 Bauprojekte in Spanien für rund 200 Mio. Euro an den französischen Einzelhändler Carrefour sowie die Filialen in Polen und Portugal an die portugiesische Handelskette Jerónimo Martins.
2008 erwarb die Rewe Group die 496 der 500 tschechischen, Spar Österreich die 177 ungarischen sowie die belgische Handelskette Delhaize die 33 griechischen Plus-Märkte.
2010 wurden die bulgarischen und rumänischen Plus-Märkte an den Discounter Lidl verkauft.
Ende Mai 2010 war der Verkauf aller Plus-Auslandstöchter durch den Verkauf der letzten Auslandstocher Zielpunkt in Österreich abgeschlossen.
Sämtliche abgestoßenen Auslandsmärkte wurden in die eigenen Marktauftritte der Erwerber umfirmiert.

### Plus in Österreich
1972 übernahm Tengelmann die 1967 gegründete österreichische Lebensmittelkette Löwa und eröffnete 1976 die ersten Zielpunkt-Märkte. 1994 wurden diese auf das Plus-Konzept umgestellt und das Zielpunkt-Logo ebenfalls dem Plus-Logo angepasst. Der Name Zielpunkt wurde aus markenrechtlichen Gründen vorerst beibehalten. Erst 2005 konnte Tengelmann mit einer Umstrukturierung beginnen, wobei 95 von 361 Zielpunkt-Supermärkten zu Plus-Discount-Märkten umgerüstet wurden. Drei Jahre später wurden 97 Märkte wieder zu Zielpunkt-Filialen. Ende Mai 2010 verkaufte Tengelmann seine letzte Plus-Auslandsgesellschaft, Zielpunkt in Österreich, an die luxemburgische Beteiligungsgesellschaft bluO. Die verbliebenen 77 von zuletzt 227 österreichischen Zielpunkt-Filialen wurden nach einer Insolvenz im November 2015 im Februar 2016 geschlossen.

## Übernahme durch Edeka

Geplantes (jedoch nie umgesetztes) Logo von City-Filialen unter Edeka (2009)

Am 16. November 2007 gaben Tengelmann und Edeka bekannt, dass der Netto Marken-Discount (Edeka) und Plus Deutschland in ein Gemeinschaftsunternehmen eingebracht werden sollen, an dem Edeka mit 70 % und Tengelmann mit 30 % beteiligt seien. Am 1. Juli 2008 stimmte das Bundeskartellamt der Übernahme der Plus-Filialen mit Einschränkungen zu. Die Ertragsbeteiligung der Tengelmann-Gruppe an dem Gemeinschaftsunternehmen wurde auf 20 % beschränkt, die Vermögens- und Stimmrechtsbeteiligung beträgt zudem nur 15 %. Wegen der marktbeherrschenden Stellung durch den Zusammenschluss mussten 378 Filialen mit Schwerpunkt in Ostdeutschland verkauft werden. 328 davon wurden an die Rewe Group verkauft und mittlerweile alle auf das Konzept des Tochterdiscounters Penny umgestellt.
Eine anfänglich geplante Einkaufskooperation zwischen Edeka und Tengelmann wurde im Zuge des Kartellverfahrens untersagt. Somit wird sich Tengelmann, wie angekündigt, einen anderen Partner für seine Einkaufskooperation suchen. Danach erteilte das Bundeskartellamt am 9. Dezember 2008 für die endgültige Übernahme der Plus-Filialen seine Zustimmung.
Bis Ende Juli 2010 wurden sämtliche Plus-Märkte sukzessive in Netto-Marken-Discount-Filialen umgestaltet. Etwa 400 kleinere, vornehmlich innerstädtische Filialen werden als Netto Marken-Discount City, kurz Netto City, geführt.

## Plus Online Shop
Plus betrieb von 2001 bis 2019 eine eigene E-Commerce-Plattform.
Im Plus Online Shop konnte aus einem wöchentlich wechselnden Produktsortiment, bestehend sowohl aus Filialartikeln als auch aus speziellen Online-Angeboten, ausgewählt werden. Die Auswahl umfasste Angebotsgruppen wie Haushalt & Küche, Wohnen & Design, Gesundheit & Wellness, Multimedia & Technik, Garten & Balkon und Auto & Zweirad. Bereiche wie Reisen oder Pflanzen wurden von Partnern angeboten.
Zum 1. Januar 2019 wurde der Plus Online Shop ebenfalls eingestellt. Die Seite verweist auf den Online-Shop von Netto Marken-Discount.

## Kritik
Anfang April 2008 berichtete der Stern nach dem Bekanntwerden der Überwachung der Mitarbeiter in Lidl-Filialen in seiner Online-Ausgabe, dass in einzelnen Fällen detailliert auch „bei Plus und Edeka über die Arbeitsleistung und das Privatleben der Angestellten berichtet“ wurde.